# Найдьонов Олег Петрович
Олег Петрович Найдьонов (28 липня 1947, Тернопіль, УРСР — 22 травня 2003, Мурманськ, Росія) — міський голова Мурманська в 1991-2003 роках. Почесний громадянин міста-героя Мурманська (2004, посмертно). Нагороджений орденом Дружби і медаллю Ветеран праці (1988). Заслужений будівельник Російської Федерації.

## Життєпис
Олег Петрович Найдьонов народився в сім'ї військовослужбовця в Тернополі. Закінчив технікум механізації сільського господарства в місті Бережани Тернопільської області в 1966 році. Після чого відслужив в армії. На початку 1969 року переїхав до Мурманська. Протягом 18 років працював у будівельних організаціях міста.
У 1988 році закінчив Ленінградський інститут інженерів залізничного транспорту за спеціальністю «Економіка й організація будівництва». У 1987 році став заступником голови виконкому Первомайської районної Ради. З 1990 року став головою Первомайського райвиконкому. У листопаді 1991 року був призначений головою адміністрації міста Мурманська. З листопада 1996 року - перший в історії міста всенародно обраний мер Мурманська. У березні 2000 року Олег Петрович знову був обраний мером міста, отримавши на виборах 84,1%. Рівень довіри до діючого мера був одним з найвищих серед регіональних політиків. Обіймав посаду віце-президента Союзу міст Заполяр'я і Крайньої Півночі.
Помер після тривалої хвороби 22 травня 2003 року, похований у Мурманську на міському кладовищі.

## Пам'ять
- Іменем Найдьонова названі культурно-парковий комплекс на Семенівському озері в Мурманську
- Мурманський дитячий театральний центр
- На Храмі Спаса на водах, ініціатором будівництва якого він був, встановлено меморіальну дошку.
- Проводиться щорічний турнір по кікбоксингу його імені.
- На конкурсі крижаних фігур «Снігова фантазія» заснований приз його імені.
- Траулер «Олег Найдьонов»[5][6] Мурманського тралового флоту, який раніше носив ім'я «Леонід Гальченко» (до 2005) - затонув в 2015 році поблизу Канарських островів.